# بوریه لیاندر
بوریه لیاندر (سوئدی: Börje Leander; ۷ مارس ۱۹۱۸ – ۳۰ اکتبر ۲۰۰۳) بازیکن فوتبال اهل سوئد بود.
از باشگاه‌هایی که در آن بازی کرده‌است می‌توان به باشگاه فوتبال ای‌آی‌کی اشاره کرد.
وی به‌همراه تیم ملی فوتبال سوئد در بازی‌های المپیک تابستانی ۱۹۴۸ به مقام قهرمانی دست پیدا کرده‌است.